# Список Героев Социалистического Труда (Шкабардня — Шэн)
Эта страница является частью списка Героев Социалистического Труда и перечисляет в алфавитном порядке лиц, удостоенных звания Героя Социалистического Труда, чьи фамилии начинаются с буквы «Ш», от Шкабардня до Шэн.
- Список не включает дважды и трижды Героев Социалистического Труда, а также лиц, лишённых этого звания.
- Список содержит информацию о датах жизни, роде деятельности и дате присвоения звания Героя.
- Герои, удостоенные звания посмертно, выделены в списке  серым цветом .
- Герои, сменившие фамилию после присвоения звания, приводятся в списках дважды, при этом строка с новой фамилией выделяется  бежевым цветом  и не имеет номера.

## Список людей, фамилии которых начинаются с «Ш»
| Навигационная таблица | Навигационная таблица |
| --------------------- | --------------------- |
| «Ш»                   | Шабадей — Швыммер     |
| «Ш»                   | Шебалдова — Шиян      |
| «Ш»                   | Шкабардня — Шэн       |

| №          | Фамилия, имя, отчество             | Даты жизни              | Деятельность | Дата присвоения | ГС         |
| ---------- | ---------------------------------- | ----------------------- | --- | --------------- | ---------- |
| 1          | Шкабардня Михаил Сергеевич         | 18.07.1930 — 28.01.2025 | Бывший Министр приборостроения, средств автоматизации и систем управления СССР, ныне Управляющий делами Совета Министров СССР, гор. Москва | 30.12.1990      | [ ГС 1 ]   |
| 2          | Шкабарёв Николай Григорьевич       | 25.12.1925 — 1992       | Тракторист-комбайнёр совхоза «Диевский» Семиозёрного района Кустанайской области | 23.06.1966      | [ ГС 2 ]   |
| 3          | Шкарапа Лидия Андреевна            | род. 26.07.1940         | Доярка Олыкского племзавода Киверцовского района Волынской области | 08.04.1971      | [ ГС 3 ]   |
| 4          | Шкарапут Анатолий Парфирьевич      | 28.09.1937 — 22.09.2021 | Управляющий строительно-монтажным трестом «Магнитострой» Российской государственной строительно-промышленной ассоциации «Росуралсибстрой», гор. Магнитогорск Челябинской области                                                                                                 | 30.07.1991      | [ ГС 4 ]   |
| 5          | Шкафер Василий Харламович          | 24.01.1919 — 17.12.1978 | Главный агроном совхоза «Хабаровский» Краснозёрского района Новосибирской области | 11.01.1957      | [ ГС 5 ]   |
| 6          | Шкилёв Иван Константинович         | 30.01.1924 — 17.11.1999 | Бригадир колхоза имени Ленина Приурального района Уральской области | 19.04.1967      | [ ГС 6 ]   |
| 7          | Шкимбов Дмитрий Иванович           | род. 1933               | Звеньевой механизированного звена колхоза имени XXII съезда КПСС Саратского района Одесской области | 08.04.1971      | [ ГС 7 ]   |
| 8          | Шкир Афанасий Иванович             | 1909—1976               | Председатель колхоза имени Сталина Менского района Черниговской области | 23.04.1952      | [ ГС 8 ]   |
| 9          | Шкирия Гарпина Георгиевна          | 1926 — ????             | Рабочая Насакиральского совхоза Министерства сельского хозяйства СССР, Махарадзевский район Грузинской ССР | 05.07.1949      | [ ГС 9 ]   |
| 10         | Шкицкий Дмитрий Андреевич          | 1900—1983               | Председатель колхоза имени Ленина Алтайского района Хакасской автономной области | 10.04.1948      | [ ГС 10 ]  |
| 11         | Шкляревский Сергей Иванович        | 09.07.1928 — 11.2021    | Заведующий фельдшерско-акушерским пунктом Слуцкого района Минской области | 23.10.1978      | [ ГС 11 ]  |
| 12         | Школа Иосиф Кириллович             | 22.04.1906 — 11.10.1974 | Председатель сельхозартели имени Ленина Шортандинского района Акмолинской области | 11.01.1957      | [ ГС 12 ]  |
| 13         | Школьников Алексей Михайлович      | 15.01.1914 — 07.02.2003 | Председатель Комитета народного контроля СССР, гор. Москва | 13.01.1984      | [ ГС 13 ]  |
| 14         | Школьников Георгий Николаевич      | 20.04.1903 — 10.07.1968 | Бывший начальник Главвостсиблеспрома Министерства лесной промышленности СССР, гор. Иркутск | 05.10.1957      | [ ГС 14 ]  |
| 15         | Школьный Нестор Александрович      | 1902 — 13.11.1969       | Председатель колхоза «Жовтень» Новгород-Северского района Черниговской области | 26.02.1958      | [ ГС 15 ]  |
| 16         | Школьный Фёдор Митрофанович        | 1908—1977               | Управляющий отделением зернового совхоза № 2 имени Сталина Министерства вкусовой промышленности СССР, Краснодарский край | 29.04.1948      | [ ГС 16 ]  |
| 17         | Шкондыбин Иван Ефремович           | 10.04.1910 — 23.03.1989 | Тракторист совхоза «Щаденковский» Тарасовского района Ростовской области | 23.06.1966      | [ ГС 17 ]  |
| 18         | Шкор Иван Григорьевич              | 24.08.1927 — 18.09.2006 | Бригадир проходчиков горных выработок шахты № 16/17 треста «Углегорскуголь» комбината «Сахалинуголь» Министерства угольной промышленности СССР, Сахалинская область | 29.06.1966      | [ ГС 18 ]  |
| 19         | Шкрыль Иван Лукич                  | 1933—1991               | Настройщик радиоаппаратуры Владивостокского завода «Радиоприбор» Министерства радиопромышленности СССР, Приморский край | 26.04.1971      | [ ГС 19 ]  |
| 20         | Шкряба Агриппина Корнеевна         | 1918 — ????             | Доярка совхоза имени Димитрова Жовтневого района Николаевской области | 22.03.1966      |            |
| 21         | Шкулипа Николай Васильевич         | 15.05.1920 — 18.08.1994 | Председатель колхоза имени Суворова Магдалиновского района Днепропетровской области | 08.04.1971      | [ ГС 20 ]  |
| 22         | Шкулов Александр Николаевич        | 01.05.1926 — 28.03.2011 | Директор Бердского радиозавода Министерства промышленности средств связи СССР, Новосибирская область | 23.08.1985      | [ ГС 21 ]  |
| 23         | Шкурат Вера Ефремовна              | род. 1927               | Звеньевая колхоза имени Луначарского Краснопольского района Сумской области | 16.02.1948      | [ ГС 22 ]  |
| 24         | Шкуратов Николай Данилович         | 22.05.1924 — 31.01.1991 | Бригадир комплексной бригады строительно-монтажного управления № 2 треста «Волгоградгражданстрой» Министерства жилищно-гражданского строительства РСФСР, Волгоградская область                                                                                                   | 19.03.1981      | [ ГС 23 ]  |
| 25         | Шкуренко Иван Трофимович           | 25.09.1928 — 05.06.1992 | Дежурный по механизированной горке станции Нижнеднепровск-Узел Приднепровской железной дороги, Днепропетровская область | 04.05.1971      | [ ГС 24 ]  |
| 26         | Шкурко Георгий Захарович           | 1913 — 11.04.2002       | Механик отделения зернового совхоза «Учебно-опытный» Министерства совхозов СССР, Мечётинский район Ростовской области | 05.03.1949      | [ ГС 25 ]  |
| 27         | Шкурко Тамара Ивановна             | 13.03.1928 — 12.10.2015 | Звеньевая колхоза «Чирвоная нива» Брагинского района Полесской области | 10.03.1948      | [ ГС 26 ]  |
| 28         | Шкурлов Николай Матвеевич          | 22.05.1924 — 31.01.1991 | Директор Талашкинской птицефабрики имени 60-летия Союза ССР Смоленского района Смоленской области | 08.10.1990      | [ ГС 27 ]  |
| 29         | Шкурова Валентина Николаевна       | 08.02.1902 — 04.08.1976 | Председатель семеноводческого колхоза «Доброволец» Лунинского района Пензенской области | 27.06.1950      | [ ГС 28 ]  |
| 30         | Шкуропат Василий Андреевич         | 01.08.1918 — 14.01.1993 | Сталевар мартеновского цеха Ждановского металлургического завода «Азовсталь» имени Орджоникидзе Сталинского совнархоза | 19.07.1958      | [ ГС 29 ]  |
| 31         | Шлевинскене Броне Казевна          | 07.04.1936 — 06.09.2017 | Учительница Ленкимайской средней школы, Скуодасский район Литовской ССР | 27.06.1978      |            |
| 32         | Шлёпов Александр Васильевич        | 22.07.1901 — 15.03.1987 | Заведующий отделением больницы имени В. И. Ленина, гор. Шахты Ростовской области | 04.02.1969      | [ ГС 30 ]  |
| 33         | Шляхтина Валентина Васильевна      | род. 29.10.1935         | Бригадир Саратовского завода приёмно-усилительных ламп Министерства электронной промышленности СССР | 26.04.1971      | [ ГС 31 ]  |
| 34         | Шмагель Надежда Александровна      | 18.12.1914 — 09.09.1985 | Трактористка колхоза имени XX съезда КПСС Голопристанского района Херсонской области | 23.06.1966      | [ ГС 32 ]  |
| 35         | Шмагин Николай Александрович       | 08.03.1923 — 21.09.1991 | Бригадир мотористов ОКБ-456 Государственного комитета Совета Министров СССР по оборонной технике, Московская область | 17.06.1961      | [ ГС 33 ]  |
| 36         | Шмадченко Екатерина Фёдоровна      | 20.09.1928 — 22.02.2010 | Заведующая фермой птицесовхоза «Арженка» Рассказовского района Тамбовской области | 07.03.1960      | [ ГС 34 ]  |
| 37         | Шмаков Павел Васильевич            | 27.12.1885 — 17.01.1982 | Заведующий кафедрой телевидения и фототелеграфии Ленинградского электротехнического института связи имени М. А. Бонч-Бруевича | 08.01.1966      | [ ГС 35 ]  |
| 38         | Шмаков Пётр Яковлевич              | 10.07.1933 — 21.10.2002 | Токарь-расточник Новосибирского завода электротермического оборудования производственного объединения «Сибэлектротерм» Министерства электротехнической промышленности СССР | 12.05.1977      | [ ГС 36 ]  |
| 39         | Шмакова Фрида Андреевна            | 04.07.1927 — 02.02.1986 | Механик хлопкоуборочной машины совхоза «Пахта-Арал» Ильичёвского района Южно-Казахстанской области | 08.06.1957      | [ ГС 37 ]  |
| 39.000001  | Шмальц Галина Михайловна           | род. 1934               | Свинарка совхоза «Заря» Промышленновского района Кемеровской области | 22.03.1966      | [ ГС 38 ]  |
| 40         | Шмаргун Митрофан Поликарпович      | 17.04.1918 — 05.07.2005 | Мастер воспитательной трудовой колонии № 14 Главного управления исправительно-трудовых учреждений Министерства внутренних дел СССР, Одесская область | 01.03.1974      | [ ГС 39 ]  |
| 41         | Шматко Евдокия Яковлевна           | 15.06.1927 — 26.10.1994 | Доярка Днепропетровского конного завода № 65 Покровского района Днепропетровской области | 06.09.1973      | [ ГС 40 ]  |
| 42         | Шматков Фёдор Иванович             | 1913 — 07.06.1948       | Управляющий отделением Земетчинского свеклосовхоза Министерства пищевой промышленности СССР, Земетчинский район Пензенской области | 18.05.1948      | [ ГС 41 ]  |
| 43         | Шматова Евдокия Васильевна         | 1887 — ????             | Звеньевая свекловодческого колхоза «Новый путь» Меркенского района Джамбулской области | 28.03.1948      | [ ГС 42 ]  |
| 44         | Шмашева Батима Хасеновна           | 1914 — 08.10.2000       | Звеньевая свекловодческого колхоза «Берлик-Устем» Чуйского района Джамбулской области | 28.03.1948      | [ ГС 43 ]  |
| 45         | Шмелёв Владимир Александрович      | 20.02.1913 — 05.03.1976 | Директор совхоза «Дукча», гор. Магадан | 22.03.1966      | [ ГС 44 ]  |
| 46         | Шмелёв Владимир Михайлович         | 1938 — 04.11.2006       | Сборщик покрышек Ярославского шинного завода Министерства нефтеперерабатывающей и нефтехимической промышленности СССР | 22.11.1982      | [ ГС 45 ]  |
| 47         | Шмелёв Михаил Петрович             | 22.11.1900 — 1976       | Старший механик свеклосовхоза имени Фрунзе Министерства пищевой промышленности СССР, Кантский район Киргизской ССР | 08.05.1948      | [ ГС 46 ]  |
| 48         | Шмельков Ефим Евлампиевич          | 20.08.1918 — 20.06.1973 | Звеньевой колхоза «Животновод» Кадомского района Рязанской области | 23.06.1966      | [ ГС 47 ]  |
| 49         | Шмидт Евгений Владимирович         | 20.12.1905 — 1985       | Директор Института неврологии Академии медицинских наук СССР, академик АМН СССР, гор. Москва | 19.12.1975      | [ ГС 48 ]  |
| 50         | Шмидт Карл Генрихович              | 24.08.1910 — 11.10.1988 | Директор совхоза «Борец» Ширинского района Хакасской автономной области | 11.01.1957      | [ ГС 49 ]  |
| 51         | Шмидт Пётр Абрамович               | род. 11.03.1930         | Скотник колхоза «Богатырь» Цюрупинский район Павлодарской области | 09.10.1949      | [ ГС 50 ]  |
| 52         | Шморгун Василий Ефимович           | 27.11.1921 — 27.01.1994 | Рабочий Барановского фарфорового завода имени Ленина Министерства лёгкой промышленности Украинской ССР, Житомирская область | 05.04.1971      | [ ГС 51 ]  |
| 53         | Шмурыгин Пётр Миронович            | 1909 — ????             | Звеньевой колхоза имени Кирова Кировского района Восточно-Казахстанской области | 20.05.1949      | [ ГС 52 ]  |
| 53.000002  | Шмурыгина Татьяна Никитична        | 05.04.1920 — 23.02.2014 | Свинарка свиноводческого совхоза имени М. Горького Министерства совхозов СССР, Кавказский район Краснодарского края | 17.05.1951      | [ ГС 53 ]  |
| 54         | Шнайдер Фридрих Фридрихович        | 03.03.1926 — 30.03.1995 | Председатель колхоза имени Кирова Славгородского района Алтайского края | 11.12.1973      | [ ГС 54 ]  |
| 55         | Шнырук Ефросинья Ефремовна         | 14.05.1928 — 28.12.2006 | Звеньевая колхоза имени Будённого Черневецкого района Винницкой области | 16.02.1948      | [ ГС 55 ]  |
| 56         | Шова Семён Констанинович           | 23.04.1933 — 03.07.2005 | Бригадир колхоза «Заповит Иллича» Глыбокского района Черновицкой области | 22.12.1977      | [ ГС 56 ]  |
| 57         | Шовхиев Бабашер                    | род. 1939               | Механизатор колхоза имени Калинина Пахтачийского района Самаркандской области | 10.02.1975      | [ ГС 57 ]  |
| 58         | Шогенов Таляша Питович             | 1898—1978               | Заведующий коневодством колхоза имени Кирова Эльбрусского района Кабардинской АССР | 27.06.1949      | [ ГС 58 ]  |
| 59         | Шоев Гуль                          | 06.06.1923 — ????       | Монтёр Душанбинского эксплуатационно-технического узла связи Министерства связи СССР, Таджикская ССР | 18.07.1966      | [ ГС 59 ]  |
| 60         | Шоев Исмат                         | 1909 — 23.02.1974       | Бригадир колхоза имени Орджоникидзе Сталинабадского района Сталинабадской области | 03.05.1949      |            |
| 61         | Шоканов Валияхмет                  | 02.05.1933 — 05.09.1997 | Машинист автогрейдера дорожно-эксплуатационного участка № 43 Министерства строительства и дорожных работ Казахской ССР, Уральская область | 23.01.1974      | [ ГС 60 ]  |
| 62         | Шокарев Виктор Васильевич          | 04.04.1928 — 21.06.1995 | Начальник участка шахты имени Ильича треста «Кадиевуголь» комбината «Луганскуголь» Министерства угольной промышленности Украинской ССР, Луганская область | 29.06.1966      | [ ГС 61 ]  |
| 63         | Шолкин Павел Дмитриевич            | 07.11.1910 — 08.11.1980 | Машинист-инструктор локомотивного депо Инская Томской железной дороги, Новосибирская область | 01.08.1959      | [ ГС 62 ]  |
| 64         | Шолойко Анастасия Карповна         | 05.01.1913 — ????       | Звеньевая колхоза имени Жданова Козелецкого района Черниговской области | 30.04.1966      | [ ГС 63 ]  |
| 65         | Шолохов Константин Александрович   | 07.06.1920 — 21.04.1991 | Начальник участка кабельной сети Мосэнерго Министерства энергетики и электрификации СССР, гор. Москва | 04.10.1966      |            |
| 66         | Шоманов Сакен                      | 10.1896 — 13.08.1998    | Бригадир навалоотбойщиков шахты № 18 комбината «Карагандауголь» Министерства угольной промышленности восточных районов СССР, Карагандинская область | 28.08.1948      | [ ГС 64 ]  |
| 67         | Шоманова Жезбала                   | 20.03.1924 — 03.12.2008 | Звеньевая свекловодческого колхоза Бель-Басар Чуйского района Джамбулской области | 28.03.1948      | [ ГС 65 ]  |
| 68         | Шомин Николай Александрович        | 10.04.1923 — 09.11.1994 | Начальник — главный конструктор Харьковского конструкторского бюро по машиностроению имени А. А. Морозова при Харьковском заводе транспортного машиностроения имени В. А. Малышева Министерства оборонной промышленности СССР, генерал-майор-инженер                             | 11.03.1983      | [ ГС 66 ]  |
| 69         | Шомышбаев Ештайбек                 | 1908 — ????             | Старший чабан каракулеводческого совхоза «Таласский» Министерства совхозов СССР, Таласский район Джамбулской области | 01.12.1949      | [ ГС 67 ]  |
| 70         | Шония Александра Караевна          | 1924 — ????             | Звеньевая колхоза имени Сталина Гальского района Абхазской АССР | 21.02.1948      | [ ГС 68 ]  |
| 71         | Шония Владимир Итоевич             | 1908 — ????             | Звеньевой колхоза имени Сталина Гальского района Абхазской АССР | 21.02.1948      | [ ГС 69 ]  |
| 72         | Шония Хухути Джагаевич             | 18.02.1926 — 30.01.1995 | Бригадир колхоза имени Ленина Гальского района Абхазской АССР | 22.02.1978      | [ ГС 70 ]  |
| 73         | Шонтин Абиш                        | 1907—1977               | Старший чабан колхоза «Каражар» Байганинского района Актюбинской области | 23.07.1948      | [ ГС 71 ]  |
| 74         | Шопокова Керимбюбю                 | 19.12.1917 — 23.12.2013 | Звеньевая колхоза имени Шопокова Кагановичского района Фрунзенской области | 15.02.1957      | [ ГС 72 ]  |
| 75         | Шорбан Василий Юрьевич             | род. 16.03.1924         | Вальщик леса Раховского леспромхоза Министерства лесной и деревообрабатывающей промышленности Украинской ССР, Закарпатская область | 07.05.1971      |            |
| 76         | Шордеев Антон Григорьевич          | 02.08.1931 — 09.09.1990 | Председатель колхоза «Трудовик» Ибресинского района Чувашской АССР | 11.12.1973      | [ ГС 73 ]  |
| 77         | Шорков Павел Григорьевич           | 10.12.1902 — 03.01.1977 | Бригадир совхоза «Волга» Козловского района Чувашской АССР | 30.04.1966      | [ ГС 74 ]  |
| 78         | Шорохова Валентина Ильинична       | 1938 — 10.06.2006       | Доярка молочно-овощного совхоза «Комсомолец» Анивского района Сахалинской области | 08.04.1971      | [ ГС 75 ]  |
| 78.000003  | Шостак Антонина Матвеевна          | 1923—1996               | Звеньевая хлопкового совхоза «Таманский» Министерства хлопководства СССР, Темрюкский район Краснодарского края | 25.01.1951      | [ ГС 76 ]  |
| 79         | Шостакович Дмитрий Дмитриевич      | 25.09.1906 — 09.08.1975 | Композитор, профессор Московской и Ленинградской консерваторий, народный артист СССР, гор. Москва | 24.09.1966      | [ ГС 77 ]  |
| 80         | Шохин Алексей Михайлович           | 28.03.1928 — 08.07.1988 | Начальник управления строительства «Зеягэсстрой» Министерства энергетики и электрификации СССР, Амурская область | 31.12.1980      | [ ГС 78 ]  |
| 81         | Шош Эрнест Иосифович               | род. 1925               | Звеньевой виноградарского совхоза «Береговский» Министерства пищевой промышленности СССР, Береговский округ Закарпатской области | 05.07.1950      |            |
| 82         | Шпагин Георгий Семёнович           | 29.04.1897 — 06.02.1952 | Главный конструктор Вятско-Полянского ордена Ленина машиностроительного завода «Молот» Народного комиссариата вооружения СССР, Кировская область | 16.09.1945      | [ ГС 79 ]  |
| 83         | Шпак Анастасия Антоновна           | 1919—1999               | Звеньевая колхоза «Праця» Шаргородского района Винницкой области | 16.02.1948      | [ ГС 80 ]  |
| 84         | Шпак Анатолий Андреевич            | 05.04.1926 — 08.04.1971 | Машинист экскаватора Соколовско-Сарбайского горнообогатительного комбината Министерства чёрной металлургии СССР, Кустанайская область | 22.03.1966      | [ ГС 81 ]  |
| 85         | Шпак Владимир Степанович           | 20.02.1909 — 23.02.2009 | Директор Государственного института прикладной химии Государственного комитета Совета Министров СССР по химии, гор. Ленинград | 17.06.1961      | [ ГС 82 ]  |
| 86         | Шпак Евдокия Михайловна            | род. 08.03.1932         | Звеньевая колхоза имени Будённого Белозёрского района Херсонской области | 21.08.1951      | [ ГС 83 ]  |
| 87         | Шпакова Елена Васильевна           | 18.03.1925 — 11.10.2020 | Директор Куйбышевской кондитерской фабрики «Россия» Министерства пищевой промышленности РСФСР | 26.04.1971      | [ ГС 84 ]  |
| 88         | Шпаковская Таисия Васильевна       | 25.06.1936 — 02.12.2005 | Доярка колхоза «Оснежицкий» Пинского района Брестской области | 22.03.1966      | [ ГС 85 ]  |
| 89         | Шпанникова Евдокия Тимофеевна      | 20.06.1909 — 21.06.2002 | Доярка животноводческого совхоза «Холмогорка» Министерства мясной и молочной промышленности СССР, Волоколамский район Московской области | 03.11.1951      | [ ГС 86 ]  |
| 90         | Шпанько Тимофей Панкратьевич       | 20.02.1910 — 14.04.1985 | Управляющий трестом «Свердловуголь» комбината «Донбассантрацит» Министерства угольной промышленности западных районов СССР, Сталинская область | 28.08.1948      | [ ГС 87 ]  |
| 91         | Шпиг Эдуард Павлович               | 01.06.1938 — 18.10.1997 | Машинист экскаватора производственного объединения «Апатит» имени С. М. Кирова Министерства по производству минеральных удобрений СССР, Мурманская область | 06.04.1981      | [ ГС 88 ]  |
| 92         | Шпилёва Прасковья Васильевна       | 1913—2001               | Звеньевая свиноводческого совхоза «Ударник» Министерства совхозов СССР, Промышленновский район Кемеровской области | 25.02.1949      | [ ГС 89 ]  |
| 93         | Шпитальный Борис Гавриилович       | 07.08.1902 — 06.02.1972 | Начальник и главный конструктор опытно-конструкторского бюро авиационного стрелкового вооружения № 15, Тульская область | 28.10.1940      | [ ГС 90 ]  |
| 94         | Шподаренко Пётр Иванович           | 04.09.1921 — 31.12.1994 | Директор совхоза «Первомайский» Почепского района Брянской области | 23.12.1976      | [ ГС 91 ]  |
| 95         | Шпоренко Николай Иванович          | род. 20.07.1932         | Бригадир механизированного отряда колхоза «Россия» Волновахского района Донецкой области | 08.04.1971      | [ ГС 92 ]  |
| 96         | Шпотя Александр Павлович           | 06.04.1931 — 29.03.2000 | Бригадир колхоза «Большевик» Кременского района Луганской области | 19.04.1967      | [ ГС 93 ]  |
| 97         | Шпрунг Николай Васильевич          | 1906—1996               | Секретарь районного комитета ВКП(б) Минусинского района, Красноярский край | 07.01.1948      | [ ГС 94 ]  |
| 98         | Шпыкалюк Василий Ильич             | 1902—1972               | Бригадир колхоза «Свитанок» Борщёвского района Тернопольской области | 30.04.1966      |            |
| 98.000004  | Шраменко Анна Моисеевна            | род. 1927               | Свинарка колхоза имени Парижской Коммуны Черкасского района Киевской области | 24.06.1949      |            |
| 99         | Шроль Платон Лаврентьевич          | 05.05.1927 — 11.03.2019 | Формовщик Ленинградского арматурного завода имени И. И. Лепсе Министерства химического и нефтяного машиностроения СССР | 20.04.1971      | [ ГС 95 ]  |
| 100        | Штаба Полина Терентьевна           | 10.10.1924 — 05.04.2013 | Звеньевая Хирсинского виноградарского совхоза имени Берия Министерства пищевой промышленности СССР, Сигнахский район Грузинской ССР | 05.10.1949      | [ ГС 96 ]  |
| 101        | Штаборова Мария Михайловна         | 22.08.1915 — 03.01.1987 | Доярка колхоза имени Калинина Холмогорского района Архангельской области | 30.08.1950      | [ ГС 97 ]  |
| 102        | Штанько Павел Яковлевич            | 14.08.1924 — 17.08.1994 | Председатель колхоза «Родина» Новокубанского района Краснодарского края | 29.08.1986      | [ ГС 98 ]  |
| 103        | Штанько Фёдор Андреевич            | род. 03.03.1930         | Звеньевой колхоза «Нове життя» Скадовского района Херсонской области | 23.06.1966      | [ ГС 99 ]  |
| 104        | Штейзель Александра Александровна  | 06.01.1924 — 21.06.2013 | Птичница совхоза «Комсомолец» Кунгурского района Пермской области | 22.03.1966      | [ ГС 100 ] |
| 105        | Штейман Станислав Иванович         | 18.12.1887 — 26.11.1965 | Старший зоотехник племенного молочного совхоза «Караваево» Министерства совхозов СССР, Костромской район Костромской области | 12.07.1949      | [ ГС 101 ] |
| 106        | Штейман Устим Генрихович           | 23.02.1920 — 10.10.2017 | Генеральный директор фирмы «Краснодарский чай», гор. Сочи Краснодарского края | 07.12.1973      | [ ГС 102 ] |
| 107        | Штепура Иван Андреевич             | 25.10.1934 — 01.07.2021 | Горный мастер шахтоуправления «Постниковское» комбината «Шахтёрскантрацит» Министерства угольной промышленности Украинской ССР, Донецкая область | 24.07.1975      | [ ГС 103 ] |
| 108        | Штербец Николай Кириллович         | 1930—1980               | Бригадир садово-виноградарской бригады колхоза «Друмул Ленинист» Котовского района Молдавской ССР | 08.04.1971      |            |
| 109        | Штефан Пётр Тихонович              | 24.09.1911 — 23.05.1995 | Начальник Управления строительства железных рудников Министерства среднего машиностроения СССР, генерал-майор инженерно-технической службы, гор. Красноярск-26, Красноярский край                                                                                                | 07.03.1962      | [ ГС 104 ] |
| 110        | Штифанов Василий Иванович          | 14.10.1910 — 28.10.1998 | Начальник Джезказганской геологоразведочной экспедиции Министерства геологии и охраны недр Казахской ССР, Карагандинская область | 29.04.1963      | [ ГС 105 ] |
| 111        | Штогаренко Андрей Яковлевич        | 15.10.1902 — 15.11.1992 | Председатель правления Союза композиторов Украинской ССР, гор. Киев | 14.10.1982      | [ ГС 106 ] |
| 112        | Штоковецкий Дмитрий Васильевич     | род. 1926               | Бригадир рамного потока лесокомбината «Осмолода» Министерства лесной, целлюлозно-бумажной и деревообрабатывающей промышленности СССР, Рожнятовский район Ивано-Франковской области                                                                                               | 17.09.1966      |            |
| 113        | Штрейнерт Марта Карловна           | 1916 — ????             | Звеньевая колхоза имени Молотова Талсинского района Латвийской ССР | 08.03.1952      | [ ГС 107 ] |
| 114        | Штрейс Раиса Ивановна              | 24.02.1929 — 31.12.2013 | Генеральный директор производственного объединения «Лето» Тосненского района Ленинградской области | 28.12.1988      | [ ГС 108 ] |
| 115        | Штрихина Александра Георгиевна     | 30.06.1909 — 1983       | Закройщица фабрики «Скороход» Ленинградского совнархоза | 21.06.1957      | [ ГС 109 ] |
| 116        | Штромило Иван Илларионович         | 1905 — ????             | Председатель исполкома Минусинского районного Совета депутатов трудящихся, Красноярский край | 07.01.1948      | [ ГС 110 ] |
| 117        | Штумм Эльза Ивановна               | 29.04.1932 —            | Доярка колхоза «Мин-Булак» Таласского района Таласской области | 07.03.1960      | [ ГС 111 ] |
| 118        | Штундер Нина Афанасьевна           | 06.11.1929 — 04.08.2001 | Звеньевая колхоза имени Кагановича Таращанского района Киевской области | 29.03.1952      | [ ГС 112 ] |
| 119        | Штыкова Елизавета Ивановна         | 28.10.1907 — 12.10.1997 | Овцевод колхоза «Большевик» Палехского района Ивановской области | 11.01.1963      | [ ГС 113 ] |
| 120        | Штырбу Александр Константинович    | род. 1934               | Дояр колхоза «Пограничник» Бричанского района Молдавской ССР | 22.03.1966      |            |
| 121        | Штырбу Степан Георгиевич           | 1912 — ????             | Бригадир колхоза «Вяца ноуэ» Теленештского района Молдавской ССР | 15.02.1957      | [ ГС 114 ] |
| 122        | Штых Александр Петрович            | род. 1929               | Мастер аммиачного цеха Горловского азотнотукового завода Донецкого совнархоза | 08.08.1964      | [ ГС 115 ] |
| 123        | Шуба Алексей Иванович              | 25.02.1912 — 26.12.1971 | Главный врач больницы № 1, гор. Минск | 04.02.1969      | [ ГС 116 ] |
| 124        | Шубенко-Шубин Леонид Александрович | 25.07.1907 — 28.07.1994 | Главный конструктор Харьковского турбинного завода имени С. М. Кирова Харьковского совнархоза | 20.09.1962      | [ ГС 117 ] |
| 125        | Шубин Анатолий Павлович            | 22.02.1923 — 19.05.1979 | Бригадир совхоза «Студёновский» Турковского района Саратовской области | 23.06.1966      | [ ГС 118 ] |
| 126        | Шубин Виктор Игнатьевич            | 22.01.1919 — 25.08.1997 | Директор совхоза имени газеты «Правда» Джамбейтинского района Западно-Казахстанской области | 11.01.1957      | [ ГС 119 ] |
| 127        | Шубин Владимир Александрович       | 1925—2001               | Токарь-расточник Читинского машиностроительного завода Министерства химического и нефтяного машиностроения СССР | 20.04.1971      | [ ГС 120 ] |
| 128        | Шубин Пётр Алексеевич              | 18.10.1902 — 10.04.1968 | Начальник станции Курск Московско-Курской железной дороги | 05.11.1943      | [ ГС 121 ] |
| 129        | Шубина Евстолия Ильинична          | 01.01.1938 — 02.10.1999 | Доярка совхоза «Тулома» Кольского района Мурманской области | 23.12.1976      | [ ГС 122 ] |
| 130        | Шубина Марфа Трофимовна            | 17.04.1918 — 10.01.2011 | Бригадир штукатуров на строительстве Куйбышевской ГЭС | 09.08.1958      | [ ГС 123 ] |
| 131        | Шубитидзе Алексей Васильевич       | 1911 — ????             | Бригадир стекловаров Боржомского стекольного завода имени Калинина Министерства пищевой промышленности Грузинской ССР | 26.04.1971      | [ ГС 124 ] |
| 132        | Шубников Алексей Васильевич        | 29.03.1887 — 27.04.1970 | Заведующий кафедрой кристаллографии Московского государственного университета, академик Академии наук СССР | 28.03.1967      | [ ГС 125 ] |
| 133        | Шуваев Валентин Парамонович        | 15.04.1930 — 2003       | Капитан среднего рыболовного траулера-рефрижератора № 9104 Управления экспедиционного лова, Латвийская ССР | 06.04.1961      | [ ГС 126 ] |
| 134        | Шувалдина Анастасия Александровна  | 02.01.1915 — 30.04.2006 | Звеньевая льноводческого колхоза имени Карла Маркса Чкаловского района Горьковской области | 09.04.1949      | [ ГС 127 ] |
| 135        | Шувалов Пётр Илларионович          | 10.07.1928 — 21.02.1994 | Формовщик-конвертерщик Среднеуральского медеплавильного завода Министерства цветной металлургии СССР, Свердловская область | 30.03.1971      | [ ГС 128 ] |
| 136        | Шувалова Анна Ивановна             | 25.06.1914 — 08.05.2004 | Доярка колхоза «Красное Знамя» Рязанского района Рязанской области | 08.01.1960      | [ ГС 129 ] |
| 137        | Шувариков Василий Григорьевич      | род. 06.05.1935         | Звеньевой совхоза «Рязанский» Рязанского района Рязанской области | 11.12.1973      | [ ГС 130 ] |
| 138        | Шувера Ксения Савельевна           | 05.03.1903 — 09.03.1987 | Звеньевая колхоза имени Хрущёва Ярмолинецкого района Каменец-Подольской области | 16.02.1948      | [ ГС 131 ] |
| 139        | Шуверов Георгий Ильич              | 1920—1972               | Тракторист Матурского леспромхоза, Хакасская автономная область | 05.10.1957      | [ ГС 132 ] |
| 140        | Шугар Сергей Сергеевич             | 20.08.1937 — 14.08.2019 | Главный инженер объединения «Тюменьлеспром» Министерства лесной и деревообрабатывающей промышленности СССР, Тюменская область | 08.01.1974      | [ ГС 133 ] |
| 141        | Шугуров Пётр Егорович              | 07.04.1937 — 14.06.2005 | Бригадир комплексной бригады специализированного управления № 6 треста «Подземстрой» Главвладивостокстроя Министерства строительства СССР в районах Дальнего Востока и Забайкалья, гор. Владивосток Приморского края                                                             | 19.03.1981      | [ ГС 134 ] |
| 142        | Шуйбеков Намазбай                  | 1917 — ????             | Старший чабан совхоза имени Джамбула Янгиюльского района Ташкентской области | 08.04.1971      |            |
| 143        | Шуйский Пётр Никитович             | 12.06.1923 — 12.09.1991 | Плотник строительно-монтажного управления основных сооружений управления строительства «Зеягэсстрой» Министерства энергетики и электрификации СССР, Амурская область | 31.12.1980      | [ ГС 135 ] |
| 144        | Шукуралиев Абдукадыр               | 1907 — ????             | Председатель колхоза имени Дзержинского Беговатского района Ташкентской области | 11.01.1957      | [ ГС 136 ] |
| 145        | Шукурбеков Боранбек                | 10.11.1930 — 04.08.2017 | Бывший директор госплемзавода «Задарьинский» Бугунского района Чимкентской области | 07.07.1986      | [ ГС 137 ] |
| 146        | Шукуров Аскар                      | 1909—1975               | Бригадир электромонтёров Ташкентского производственного предприятия районных электросетей Министерства энергетики и электрификации Узбекской ССР | 04.10.1966      |            |
| 147        | Шукуров Джума                      | 05.05.1925 — ????       | Учитель средней школы имени Ходжаева, Ромитанский район Бухарской области | 27.06.1978      | [ ГС 138 ] |
| 148        | Шукуров Сайфулло                   | род. 1929               | Бригадир колхоза «Уялы» Куйбышевского района Таджикской ССР | 30.04.1966      |            |
| 149        | Шукуров Самадин Лачин оглы         | 1893 — ????             | Старший чабан колхоза «Дружба» Сисианского района Армянской ССР | 18.06.1949      | [ ГС 139 ] |
| 150        | Шукшин Георгий Павлович            | 1902—1965               | Директор Соболевской МТС Тепловского района Чкаловской области | 11.01.1957      | [ ГС 140 ] |
| 151        | Шукюров Али Абдулла оглы           | 21.12.1924 — 25.07.1991 | Машинист паровозного депо Баладжары Азербайджанской железной дороги, Азербайджанская ССР | 01.08.1959      | [ ГС 141 ] |
| 152        | Шукюров Закир Рухулла оглы         | 01.01.1905 — 1987       | Начальник установки цеха № 1 Бакинского крекинг-завода имени Вано Стуруа Министерства нефтяной промышленности Азербайджанской ССР | 19.03.1959      | [ ГС 142 ] |
| 153        | Шуленбаев Жанарбек                 | 01.05.1932 — 28.02.2013 | Старший чабан, наставник комсомольско-молодёжной бригады совхоза имени Валиханова Чубартаусского района Семипалатинской области | 24.12.1976      | [ ГС 143 ] |
| 154        | Шулепова Мария Яковлевна           | 1925 — ????             | Звеньевая колхоза «Заветы Ильича» Бородулихинского района Семипалатинской области | 28.03.1948      | [ ГС 144 ] |
| 155        | Шулимова Александра Андреевна      | 20.02.1923 — 05.06.2004 | Старший оператор Красноводского нефтеперерабатывающего завода имени Сталина Туркменского совнархоза | 07.03.1960      | [ ГС 145 ] |
| 155.000005 | Шульга Нина Алексеевна             | род. 1932               | Звеньевая колхоза имени Будённого Мелитопольского района Запорожской области | 21.05.1952      | [ ГС 146 ] |
| 156        | Шульга Ольга Тихоновна             | 1921 — ????             | Звеньевая колхоза имени Будённого Больше-Белозёрского района Запорожской области | 18.05.1949      | [ ГС 147 ] |
| 157        | Шульга Тихон Григорьевич           | 14.06.1909 — 15.12.1982 | Бригадир колхоза имени Сталина Сальского района Ростовской области | 27.07.1949      | [ ГС 148 ] |
| 158        | Шульга Яков Митрофанович           | 1912 — ????             | Бригадир тракторной бригады Лебединской МТС Лебединского района Сумской области | 16.02.1948      | [ ГС 149 ] |
| 159        | Шульгин Алексей Яковлевич          | 25.07.1928 — 1985       | Комбайнёр колхоза имени Кирова Морозовского района Ростовской области | 19.04.1967      | [ ГС 150 ] |
| 160        | Шульженко Елена Леонтьевна         | 1907 — ????             | Звеньевая колхоза «Заветы Ильича» Канского района Красноярского края | 07.01.1948      | [ ГС 151 ] |
| 161        | Шульц Михаил Михайлович            | 09.05.1924 — 10.10.1982 | Директор Института химии силикатов Академии наук СССР, академик АН СССР, гор. Ленинград | 01.07.1991      | [ ГС 152 ] |
| 162        | Шуляк Евгений Александрович        | род. 12.09.1939         | Кузнец-штамповщик Минского автомобильного завода Белорусского объединения по производству большегрузных автомобилей имени 60-летия Великого Октября Министерства автомобильной промышленности СССР                                                                               | 31.03.1981      | [ ГС 153 ] |
| 163        | Шумаев Михаил Петрович             | 22.04.1924 — 05.02.1995 | Начальник отдела теоретического отделения научно-исследовательского института № 1011 Министерства среднего машиностроения СССР, Челябинская область | 26.04.1971      | [ ГС 154 ] |
| 164        | Шумаков Борис Аполлонович          | 25.09.1889 — 06.01.1979 | Заведующий кафедрой сельскохозяйственной мелиорации Новочеркасского инженерно-мелиоративного института, академик Всесоюзной академии сельскохозяйственных наук имени В. И. Ленина, Ростовская область                                                                            | 06.10.1969      | [ ГС 155 ] |
| 165        | Шумаков Валерий Иванович           | 09.11.1931 — 27.01.2008 | Директор Научно-исследовательского института трансплантологии и искусственных органов Министерства здравоохранения СССР, академик Академии медицинских наук СССР, гор. Москва | 26.12.1990      | [ ГС 156 ] |
| 166        | Шумаков Илья Яковлевич             | 23.02.1919 — 04.08.1981 | Председатель колхоза имени Ворошилова Третьяковского района Алтайского края | 11.01.1957      | [ ГС 157 ] |
| 167        | Шумаков Николай Александрович      | 22.05.1914 — 04.05.1994 | Директор совхоза «Кировский» Мамонтовского района Алтайского края | 08.04.1971      | [ ГС 158 ] |
| 168        | Шумаков Тихон Петрович             | 17.09.1913 — 02.07.1988 | Первый секретарь Ульяновского райкома КПСС, Омская область | 11.01.1957      | [ ГС 159 ] |
| 169        | Шумара Каленик Тимофеевич          | 24.07.1903 — 05.05.1973 | Первый секретарь Затобольского райкома Компартии Казахстана, Кустанайская область | 11.01.1957      | [ ГС 160 ] |
| 170        | Шумарин Пётр Михайлович            | 21.01.1910 — 02.06.1981 | Слесарь-сантехник треста «Сантехмонтаж-62» Главленинградстроя при исполкоме Ленинградского городского Совета депутатов трудящихся | 09.08.1958      | [ ГС 161 ] |
| 171        | Шумаускас Мотеюс Юозович           | 15.11.1905 — 28.05.1982 | Председатель Президиума Верховного Совета Литовской ССР, гор. Вильнюс | 14.11.1975      | [ ГС 162 ] |
| 172        | Шумеева Любовь Александровна       | 28.12.1918 — 18.04.1995 | Заместитель директора средней школы № 1, гор. Ростов-на-Дону | 20.07.1971      | [ ГС 163 ] |
| 173        | Шумик Магда Николаевна             | 1908 — ????             | Звеньевая колхоза имени Молотова Рудковского района Дрогобычской области | 27.07.1954      | [ ГС 164 ] |
| 174        | Шумик Сергей Иванович              | 25.08.1924 — 09.06.1995 | Председатель колхоза «Страна Советов» Аларского района Усть-Ордынского Бурятского национального округа Иркутской области | 23.06.1966      | [ ГС 165 ] |
| 175        | Шумилин Алексей Александрович      | 02.03.1936 — 03.10.2021 | Начальник 1-го (научно-испытательного) управления 5-го Научно-испытательного полигона Министерства обороны СССР, генерал-майор, Кзыл-Ординская область | 04.12.1987      | [ ГС 166 ] |
| 176        | Шумило Прасковья Митрофановна      | 03.10.1917 — 16.02.2000 | Доярка Первухинского свеклосовхоза Министерства пищевой промышленности СССР, Богодуховский район Харьковской области | 15.08.1951      | [ ГС 167 ] |
| 177        | Шумилов Андрей Антипович           | 04.07.1904 — 09.06.1975 | Председатель Шилкинского райисполкома, Читинская область | 14.12.1957      | [ ГС 168 ] |
| 178        | Шумилов Георгий Сергеевич          | 28.02.1914 — 05.04.1991 | Старший машинист паровозного депо Красный Лиман Донецкой железной дороги, Сталинская область | 01.08.1959      | [ ГС 169 ] |
| 179        | Шумилов Игорь Михайлович           | 17.07.1927 — 05.08.2002 | Ведущий конструктор, заместитель начальника конструкторского бюро ОКБ-52 Государственного комитета по авиационной технике СССР, Московская область | 28.04.1963      | [ ГС 170 ] |
| 180        | Шумский Александр Алексеевич       | 15.03.1938 — 10.11.2020 | Председатель колхоза «Казьминский» Кочубеевского района Ставропольского края | 13.03.1981      | [ ГС 171 ] |
| 181        | Шумчук Зинаида Васильевна          | род. 1940               | Колхозница колхоза «Зоря комунизму» Локачинского района Волынской области | 15.12.1972      |            |
| 182        | Шупенко Владлен Иванович           | 1924—1988               | Директор шахты имени Е. Т. Абакумова Донецкого производственного объединения по добыче угля Министерства угольной промышленности Украинской ССР | 05.03.1976      | [ ГС 172 ] |
| 183        | Шупенов Рустем                     | 23.05.1923 — 08.05.2010 | Бригадир колхоза «Красная Звезда» Джамбулского района Джамбулской области | 15.06.1950      | [ ГС 173 ] |
| 184        | Шупикова Любовь Ивановна           | род. 01.1941            | Свинарка колхоза «Решительный» Новозыбковского района Брянской области | 22.03.1966      | [ ГС 174 ] |
| 185        | Шураев Александр Андреевич         | 1912 — ????             | Бригадир комплексной бригады дорожно-строительного управления № 1 треста «Горгидродормост», гор. Киев | 20.12.1966      |            |
| 186        | Шурбин Иван Ильич                  | 23.01.1927 — 10.08.2017 | Слесарь-сборщик Новосибирского завода «Тяжстанкогидропресс» имени А. И. Ефремова Министерства станкостроительной и инструментальной промышленности СССР | 08.08.1966      | [ ГС 175 ] |
| 187        | Шурганов Николай Афанасьевич       | 09.08.1937 — 14.12.2024 | Кузнец-штамповщик Волжского автомобильного завода имени 50-летия СССР Волжского объединения по производству легковых автомобилей (АвтоВАЗ) Министерства автомобильной промышленности СССР, Куйбышевская область                                                                  | 10.06.1986      | [ ГС 176 ] |
| 188        | Шуринов Иван Игнатьевич            | 08.03.1926 — 19.08.2011 | Председатель колхоза имени Горького Правдинского района Калининградской области | 08.04.1971      | [ ГС 177 ] |
| 189        | Шуринов Николай Александрович      | 27.12.1911 — 05.09.1991 | Заведующий свиноводческой фермой колхоза «Гордость комсомольца» Муромского района Владимирской области | 10.09.1949      | [ ГС 178 ] |
| 190        | Шурло Дмитрий Иванович             | 04.11.1929 — 09.07.1989 | Пилот-наставник Уральского управления гражданской авиации Министерства гражданской авиации СССР, Свердловская область | 10.03.1981      | [ ГС 179 ] |
| 191        | Шурубура Валентина Васильевна      | 20.10.1940 — 31.10.1987 | Электросварщица Нежинского завода сельскохозяйственного машиностроения имени 60-летия Великой Октябрьской социалистической революции производственного объединения «Нежинптицемаш» Министерства машиностроения для животноводства и кормопроизводства СССР, Черниговская область | 10.03.1981      | [ ГС 180 ] |
| 192        | Шустицкая Пелагея Евдокимовна      | 1913 — ????             | Звеньевая виноградарского совхоза имени Дзержинского Дубоссарского района Молдавской ССР | 23.07.1951      | [ ГС 181 ] |
| 193        | Шутко Иван Петрович                | 1923—2006               | Комбайнёр Петровской МТС Министерства хлопководства СССР, Ставропольский край | 03.05.1952      | [ ГС 182 ] |
| 194        | Шутков Геннадий Алексеевич         | 27.06.1936 — 11.01.1995 | Генеральный директор производственного объединения «Ижорский завод» имени А. А. Жданова Министерства энергетического машиностроения СССР, гор. Ленинград | 22.12.1986      | [ ГС 183 ] |
| 195        | Шутов Алексей Иосифович            | 1921—1994               | Начальник станции Основа Южной железной дороги, Харьковская область | 01.08.1959      | [ ГС 184 ] |
| 196        | Шутов Павлин Константинович        | 10.01.1910 — 28.12.1997 | Ветеринарный фельдшер колхоза «Красный коллективист» Некрасовского района Ярославской области | 06.09.1950      | [ ГС 185 ] |
| 197        | Шутова Елизавета Александровна     | 06.10.1905 — 21.07.1993 | Доярка колхоза «Красный коллективист» Некрасовского района Ярославской области | 06.09.1950      | [ ГС 186 ] |
| 198        | Шутова Фелицата Яковлевна          | 17.01.1915 — 26.08.1992 | Доярка колхоза «Красный коллективист» Некрасовского района Ярославской области | 11.06.1949      | [ ГС 187 ] |
| 199        | Шуть Павел Александрович           | 13.11.1923 — 30.04.2010 | Бригадир колхоза «Маяк коммунизма» Кореновского района Краснодарского края | 08.04.1971      | [ ГС 188 ] |
| 200        | Шутяк Анастасия Игнатьевна         | 1913 — ????             | Звеньевая колхоза имени Чемеровецкого района Каменец-Подольской области | 16.02.1948      |            |
| 201        | Шуховцев Евгений Герасимович       | 07.05.1927 — 29.11.1997 | Бригадир комплексной бригады колхоза имени Шевченко Октябрьского района Челябинской области | 08.04.1971      | [ ГС 189 ] |
| 202        | Шухренков Иван Данилович           | 06.09.1924 — 21.02.2006 | Проходчик горных выработок шахты № 9 «Липковская» комбината «Тулауголь» Министерства угольной промышленности СССР, Тульская область | 30.03.1971      | [ ГС 190 ] |
| 203        | Шушканов Василий Фёдорович         | 21.08.1904 — 01.06.1972 | Директор совхоза «Мухинский» Зуевского района Кировской области | 24.04.1958      | [ ГС 191 ] |
| 204        | Шушкевич Анна Павловна             | 05.04.1936 — 01.05.2021 | Свинарка совхоза «Дриссенский» Верхнедвинского района Витебской области | 08.04.1971      | [ ГС 192 ] |
| 205        | Шэн Альберт Александрович          | 23.06.1921 — 24.08.2003 | Шофёр Пярнуской автотранспортной базы Министерства автомобильного транспорта и шоссейных дорог Эстонской ССР | 05.10.1966      |            |

| Навигационная таблица | Навигационная таблица |
| --------------------- | --------------------- |
| «Ш»                   | Шабадей — Швыммер     |
| «Ш»                   | Шебалдова — Шиян      |
| «Ш»                   | Шкабардня — Шэн       |